# Ronde van het Münsterland
De Ronde van het Münsterland ofwel de Münsterland Giro is een wielerwedstrijd die sinds 2006 jaarlijks wordt georganiseerd in het Münsterland in Duitsland. De wedstrijd is sinds 2015 aangewezen als een 1.HC wedstrijd van de UCI Europe Tour en is de opvolger van Groningen-Münster, een wedstrijd die in 2005 voor het laatst verreden werd.

## Lijst van winnaars

### Meervoudige winnaars
| Overwinningen | Renner        | Land      | Jaren       |
| ------------- | ------------- | --------- | ----------- |
| 2             | Marcel Kittel | Duitsland | 2011 + 2012 |
| 2             | Jos van Emden | Nederland | 2007 + 2013 |
| 2             | André Greipel | Duitsland | 2008 + 2014 |

### Overwinningen per land
| Overwinningen | Land                                                       |
| ------------- | ---------------------------------------------------------- |
| 7             | Duitsland                                                  |
| 4             | Nederland                                                  |
| 2             | België                                                     |
| 1             | Colombia, Ierland, Letland, Noorwegen, Verenigd Koninkrijk |